# Topiarte
Topiarte é uma sociedade civil sem fins lucrativos da cidade de Rosario (Argentina), destinada a promover a cultura, educação e esportes. A organização também tem uma missão a sensibilização da sociedade sobre os problemas do desemprego, oferecendo oficinas de formação a fim de lhes dar uma chance de trabalho e reinserção social, tanto para adultos como para adolescentes que abandonaram os estudos.